# Contea di Stephens (Oklahoma)
La contea di Stephens (in inglese Stephens County) è una contea dello Stato dell'Oklahoma, negli Stati Uniti. La popolazione al censimento del 2000 era di 43 182 abitanti. Il capoluogo di contea è Duncan.